# Robert Woodruff Anderson
Robert Woodruff Anderson (New York, 28 april 1917 - aldaar, 9 februari 2009) was een Amerikaans toneel- en scenarioschrijver en Theaterproducent.
Robert Woodruff Anderson was best gekend als de auteur van Tea and Sympathy, dat op Broadway voor het eerst werd opgevoerd in 1953 en verfilmd werd in 1956. In beide versies speelden Deborah Kerr en John Kerr de hoofdrol. Hierin staat een 17-jarige jongen centraal die op school wordt gepest omdat hij niet van sport houdt, naar klassieke muziek luistert, naait en zich meer op zijn gemak voelt in het gezelschap van meisjes. In het stuk wordt dan ook een link gelegd naar homoseksualiteit, in die tijd een taboe-onderwerp.
Anderson schreef ook het scenario voor Until They Sail (1957), The Nun's Story (1959) en The Sand Pebbles (1966). Hij werd genomineerd voor een oscar voor The Nun's Story en in de jaren 1970 voor de filmbewerking van zijn stuk I Never Sang for My Father. Anderson was verder de auteur van de romans After (1973) en Getting Up and Going Home (1978).
Anderson was van 1940 tot haar dood in 1956, gehuwd met Phyllis Stohl en van 1959 tot hun echtscheiding in 1978, met actrice Teresa Wright. Hij stierf in 2009 aan een longontsteking en leed toen al 7 jaar aan de ziekte van Alzheimer.

## Toneelstukken (selectie)
- Tea and Sympathy (1953)
- All Summer Long (1955)
- Silent Night, Lonely Night (1960)
- You Know I Can't Hear You When the Water's Running (1967)
- I Never Sang for My Father (1968)
- Absolute Strangers (1991)
- The Last Act Is a Solo (1991)